# Peucetia lesserti
Peucetia lesserti là một loài nhện trong họ Oxyopidae.
Loài này thuộc chi Peucetia. Peucetia lesserti được miêu tả năm 1994 bởi Van Niekerk & Dippenaar-Schoeman.